# Карацюбине
Карацю́бине — село в Україні, у Коропській селищній громаді Новгород-Сіверського району  Чернігівської області. Від 2016 орган місцевого самоврядування — Коропська селищна рада.
Населення 102 особи.

## Назва
Кабацюба (кримськотатарськ.) означає чорна голова. 

## Символіка
Герб розділений на 2 поля. В першому червоному половина чорної голови бика, що вказує на назву населеного пункту. В другому синьому срібний пернач розміщений поверх золотого козацького хреста - що вказує що село було козацьке. Булава також вказує на шлях М02 поблизу села. Квіточки вказують на красу місцевої природи.

## Історія
1859 року у козацькому селі Карацюбина (Карацюбин, Карацюби) Кролевецького повіту Чернігівської губернії мешкало 61 особа (29 чоловічої статі та 32 — жіночої), налічувалось 12 дворових господарств.
За даними на 1893 рік на хуторі Карацюбин (Горохівський) Атюської волості мешкало 168 осіб (82 чоловічої статі та 86 — жіночої), налічувалось 24 дворових господарств.
З 1917 — у складі УНР. З 1921 — стабільний комуністичний режим. До початку 1960-тих років мешканці села не мали право на загальнодержавний паспорт і насильно утримувалися в селі. Перші пенсії уряд СССР почав виплачувати лише з 1964 року.
12 червня 2020 року, відповідно до розпорядження Кабінету Міністрів України № 730-р «Про визначення адміністративних центрів та затвердження територій територіальних громад Чернігівської області», увійшло до складу Коропської селищної громади.
19 липня 2020 року, в результаті адміністративно-територіальної реформи та ліквідації Коропського району, увійшло до складу Новгород-Сіверського району Чернігівської області.

## Населення

### Мова
Розподіл населення за рідною мовою за даними перепису 2001 року:
| Мова       | Кількість | Відсоток |
| ---------- | --------- | -------- |
| українська | 101       | 99.02%   |
| російська  | 1         | 0.98%    |
| Усього     | 102       | 100%     |

## Пам'ятки

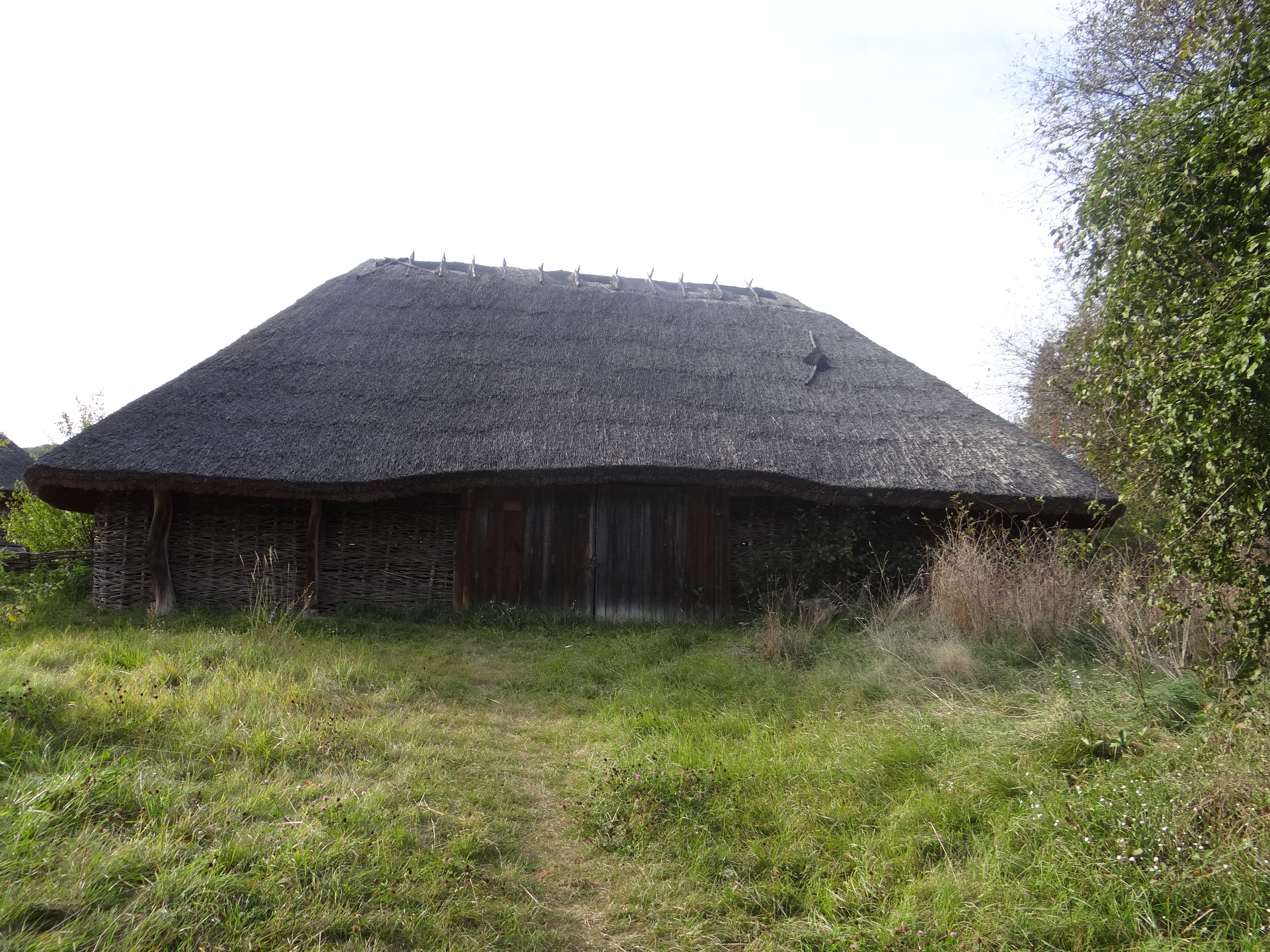
Клуня в музеї Пирогів

- У Київському музеї архітектури Пирогів знаходиться клуня із села Карацюбине.